# Liste des codes postaux canadiens débutant par K
| Flag of Canada | Codes postaux canadiens |    |    |    |    |    |    |    |    |    |    |    |    |    |    |       |    |
| \| NL \| NS \| PE \| NB \| QC \| QC \| QC \| ON \| ON \| ON \| ON \| ON \| MB \| SK \| AB \| BC \| NU/NT \| YT \| \| A \| B \| C \| E \| G \| H \| J \| K \| L \| M \| N \| P \| R \| S \| T \| V \| X \| Y \| |                         |    |    |    |    |    |    |    |    |    |    |    |    |    |    |       |    |
| NL | NS                      | PE | NB | QC | QC | QC | ON | ON | ON | ON | ON | MB | SK | AB | BC | NU/NT | YT |
| A | B                       | C  | E  | G  | H  | J  | K  | L  | M  | N  | P  | R  | S  | T  | V  | X     | Y  |

## Est de l'Ontario- 84RTA
Note: Il n'y a pas de code postal commençant par K3* ou K5* actuellement.
| K0A Région de la capitale nationale (Embrun)                                                         | K1A Gouvernement du Canada bureaux d'Ottawa et Gatineau (QC)                      | K2A Ottawa (Highland Park / McKellar Park / Carlingwood)               | K4A Ottawa (Fallingbrook)    | K6A Hawkesbury     | K7A Smiths Falls                                       | K8A Pembroke Centre et nord                                                                    | K9A Cobourg                                                      |
| K0B Comtés unis de Prescott et Russell (Alfred)                                                      | K1B Ottawa (Blackburn Hamlet / Pine View)                                         | K2B Ottawa (Britannia / Pinecrest)                                     | K4B Ottawa (Cumberland Ward) | K6B Non assigné    | K7B Non assigné                                        | K8B Pembroke (Pleasant View / Fairview)                                                        | K9B Non assigné                                                  |
| K0C Comtés unis de Stormont, Dundas et Glengarry (Alexandria)                                        | K1C Ottawa (Orléans)                                                              | K2C Ottawa (Queensway / Copeland / Carlington / Carleton Heights)      | K4C Ottawa (Cumberland)      | K6C Non assigné    | K7C Carleton Place                                     | K8C Non assigné                                                                                | K9C Non assigné                                                  |
| K0E Sud des Comtés unis de Leeds et Grenville (Prescott)                                             | K1E Ottawa (Queenswood)                                                           | K2E Ottawa Est                                                         | K4E Non assigné              | K6E Non assigné    | K7E Non assigné                                        | K8E Non assigné                                                                                | K9E Non assigné                                                  |
| K0G Rideau Lakes (Kemptville)                                                                        | K1G Ottawa (Riverview / Hawthorne)                                                | K2G Ottawa (Davidson Heights)                                          | K4G Non assigné              | K6G Non assigné    | K7G Gananoque                                          | K8G Non assigné                                                                                | K9G Non assigné                                                  |
| K0H Comté de Frontenac, Comté d'Addington, Loyalist Shores et Sud-ouest du Comté de Leeds (Inverary) | K1H Ottawa (Alta Vista)                                                           | K2H Ottawa (Bells Corners / Arlington Woods)                           | K4H Non assigné              | K6H Cornwall Est   | K7H Perth                                              | K8H Petawawa                                                                                   | K9H Peterborough Centre                                          |
| K0J Comté de Renfrew et Lanark Highlands (Deep River)                                                | K1J Ottawa (Beacon Hill / Cyrville)                                               | K2J Ottawa (Barrhaven)                                                 | K4J Non assigné              | K6J Cornwall Ouest | K7J Non assigné                                        | K8J Non assigné                                                                                | K9J Peterborough Sud                                             |
| K0K Quinte Shores, Est Comté de Northumberland & Comté du Prince-Édouard (Picton)                    | K1K Ottawa (Overbrook / NE Vanier)                                                | K2K Ottawa (Beaverbrook / South March)                                 | K4K Rockland                 | K6K Cornwall Nord  | K7K Kingston (SO Canton de Pittsburgh)                 | K8K Non assigné                                                                                | K9K Peterborough (Fairbairn Meadows / Jackson Heights)           |
| K0L Comté de Peterborough et Nord du Comté de Hastings (Lakefield)                                   | K1L Ottawa (Centre Vanier)                                                        | K2L Ottawa (Katimavik-Hazeldean / Glen Cairn)                          | K4L Non assigné              | K6L Non assigné    | K7L Kingston (Centre-ville)                            | K8L Non assigné                                                                                | K9L Peterborough (Terra View Heights / Woodland Acres / Donwood) |
| K0M Kawartha Lakes et Comté d'Haliburton (Bobcaygeon)                                                | K1M Ottawa (Rockcliffe Park / New Edinburgh)                                      | K2M Ottawa (Bridlewood)                                                | K4M Ottawa (Manotick)        | K6M Non assigné    | K7M Kingston (Reddendale / Cataraqui / Collins Bay)    | K8M Non assigné                                                                                | K9M Non assigné                                                  |
| K0N Non assigné                                                                                      | K1N Ottawa (Basse-Ville / Marché By / Côte-de-Sable / Université d'Ottawa)        | K2N Non assigné                                                        | K4N Non assigné              | K6N Non assigné    | K7N Amherstview                                        | K8N Belleville Est Forces canadiennes (Armée de terre canadienne / Forces aériennes du Canada) | K9N Non assigné                                                  |
| K0P Non assigné                                                                                      | K1P Ottawa (Colline du Parlement)                                                 | K2P Ottawa (Centre-ville)                                              | K4P Ottawa (Greely)          | K6P Non assigné    | K7P Kingston (Westbrook / Cataraqui Woods / Cedarwood) | K8P Belleville Ouest                                                                           | K9P Non assigné                                                  |
| K0R Non assigné                                                                                      | K1R Ottawa (Ouest du Centre-ville)                                                | K2R Ottawa (Fallowfield Village / Cedarhill Estates / Orchard Estates) | K4R Russell                  | K6R Non assigné    | K7R Napanee                                            | K8R Belleville (SE Camton de Sidney / Avondale)                                                | K9R Non assigné                                                  |
| K0S Non assigné                                                                                      | K1S Ottawa (Le Glèbe / Vieil Ottawa-Sud / Vieil-Ottawa Est / Université Carleton) | K2S Ottawa (Stittsville)                                               | K4S Non assigné              | K6S Non assigné    | K7S Arnprior                                           | K8S Non assigné                                                                                | K9S Non assigné                                                  |
| K0T Non assigné                                                                                      | K1T Ottawa (Blossom Park / Hunt Club Est / Leitrim)                               | K2T Ottawa (Marchwood)                                                 | K4T Non assigné              | K6T Elizabethtown  | K7T Non assigné                                        | K8T Non assigné                                                                                | K9T Non assigné                                                  |
| K0V Non assigné                                                                                      | K1V Ottawa (Riverside Park / Hunt Club West / Riverside South / YOW)              | K2V Ottawa (Terry Fox Drive / Palladium Drive)                         | K4V Non assigné              | K6V Brockville     | K7V Renfrew                                            | K8V Trenton                                                                                    | K9V Lindsay                                                      |
| K0W Non assigné                                                                                      | K1W Ottawa (Sud d'Ottawa)                                                         | K2W Ottawa (Nord du Canton de March)                                   | K4W Non assigné              | K6W Non assigné    | K7W Non assigné                                        | K8W Non assigné                                                                                | K9W Non assigné                                                  |
| K0X Non assigné                                                                                      | K1X Ottawa Sud d'Ottawa                                                           | K2X Non assigné                                                        | K4X Non assigné              | K6X Non assigné    | K7X Non assigné                                        | K8X Non assigné                                                                                | K9X Non assigné                                                  |
| K0Y Non assigné                                                                                      | K1Y Ottawa Ouest d'Ottawa                                                         | K2Y Non assigné                                                        | K4Y Non assigné              | K6Y Non assigné    | K7Y Non assigné                                        | K8Y Non assigné                                                                                | K9Y Non assigné                                                  |
| K0Z Non assigné                                                                                      | K1Z Ottawa (Westboro)                                                             | K2Z Non assigné                                                        | K4Z Non assigné              | K6Z Non assigné    | K7Z Non assigné                                        | K8Z Non assigné                                                                                | K9Z Non assigné                                                  |

| Statistique Canada, recensement de 2001 1. K0K : 100 202 2. K0A : 88 384 3. K0L : 67 817 4. K0C : 50 698 5. K1V : 46 082 | Statistique Canada, recensement de 2001 1. K1P : 72 2. K1A : 100 3. K8B : 342 4. K2V : 479 5. K6T : 588 |

## Sources
- Géographie - Trouver de l’information par région ou aire géographique, sur Statistique Canada.
- Google Maps (ici un exemple de recherche avec la région de tri d'acheminement K1B)